# Zadravecz István
Zadravecz István (1935-től Uzdóczy-Zadravecz István)  OFM, (Csáktornya, 1884. június 20. – Zsámbék, 1965. november 13.) horvát származású ferences szerzetes, tábori püspök.

## Pályafutása
Tizennégy éves korában lépett a ferences közösségbe, később a zágrábi teológián filozófiát hallgatott. Kiváló tehetsége miatt provinciálisa, Tamás Alajos a római Szent Antal Kollégiumba küldte tanulmányainak folytatása céljából, itt dogmatikából és szónoklattanból doktorált. 1907. március 30-án a Lateráni Bazilikában szentelték pappá.
Hazatérése után Baján és Gyöngyösön tanított a rend teológiáján, majd a Szeged-alsóvárosi ferences plébániára került gvardiáni (házfőnöki) beosztásba. Az első világháború alatt a szegedi menetszázadok és a kórház lelki gondozását végezte.
Az 1919-es véres diktatúra idején nyíltan szót emelt az embertelenséggel szemben Lőw Immánuel szegedi rabbival együtt. Lőw és Zadravecz bölcsességének köszönhetően a Kun Béla vezette kommunista diktatúra bukását követően Szegeden nem alakult ki az országban sok helyütt tapasztalható antiszemitizmus, mert a szegedi zsidóság nem csatlakozott Kunék ámokfutásához.
Mivel Zadravecz István a környékbeli szervezetek és civil csoportosulások többségének vezetője vagy tiszteletbeli tagja, elnöke volt, kapcsolatba került az ellenforradalom vezérkarával. Itt alakult ki barátsága Horthy Miklóssal, Magyarország későbbi kormányzójával. Horthy kormányzó felkérésére Csernoch János hercegprímás Zadravecz Istvánt felterjesztette Rómánál tábori püspöki kinevezésére, egyben felkérte őt a magyar tábori püspökség megszervezésére. Ezt annak ellenére tette, hogy a felbomlott Osztrák–Magyar Monarchia tábori püspöke, Bjelik Imre (1911–1927) ekkor még élt, és 1923-tól nagyváradi apostoli kormányzóként irányította a trianoni döntés által kettészakított egyházmegyét, 1927-ben bekövetkezett haláláig.

### Püspöki pályafutása
Zadraveczet 1920. augusztus 24-én Csernoch János prímás szentelte püspökké a szegedi alsóvárosi ferences templomban. A kolostor belső udvarában ezt emléktábla örökíti meg. Püspöki jelmondatául a „Pro Regno Mariano” – „Mária országáért” szavakat választotta. A Horthy-korszak idején vallási villongások nehezítették az ország amúgy is drámai helyzetét. A kormányzásban a református és katolikus erők rivalizálása számos problémát okozott, amely a tábori püspökség munkájára is kihatott. Zadravecz igyekezett csillapítani ezeket a nézeteltéréseket. Az első próbatétel IV. Károly király váratlan, puccsszerű hazatérése volt, amikor is Zadravecznek színt kellett vallania. A kérdésben határozottan, de rendkívül diplomatikusan igyekezett eljárni éppen úgy, mint a nyugat-magyarországi felkelés kérdésében is. Mivel azonban az események kapcsán legitimista (azaz a Habsburg-monarchiával szimpatizáló) álláspontot foglalt el, a Horthy kormányzóhoz fűződő baráti viszonya meggyengült.
1925-ben a magyar irredenta mozgalom Windischgrätz Lajos herceg vezetésével, a francia pénzügyi rendszer megbuktatása céljából frankot hamisított, s a kész bankjegyeket a budai ferencesek rendházában élő Zadravecz püspöknél helyezték el egy ládában, amelynek tartalmáról a püspök nem tudott. A sajtó azonban belekeverte az ügybe őt magát is, sőt elterjedt az a hír, hogy Zadravecz meg is áldotta a hamisított bankjegyeket (egyébként a hamisítók maguk tényleg küldetésként tekintettek munkájukra, hogy bosszút álljanak ezáltal a franciákon). Számos bíráló, sőt mocskolódó írás jelent meg róla. A bíróság azonban Zadraveczet nem találta bűnösnek, és a rágalomhadjáratot folytató lapok a bírósági döntés után súlyos kártérítést fizettek a tábori püspöknek. Később, a kommunista rendszer propagandája Zadravecznek a tábori püspökségről történt lemondását is a frankhamisítási botrány következményeként állították be, noha a püspök nem ezért mondott le tisztségéről. Az igazi ok az volt, hogy beszédeit a M. Kir. Hadügyminisztérium cenzúrázni akarta. Lemondásában így fogalmaz: „Válasszatok olyan püspököt, aki a ti ízléseteknek megfelel, s ha nyomogatjátok, a trianoni trágyalé folydogáljon belőle.”

#### Lemondása után

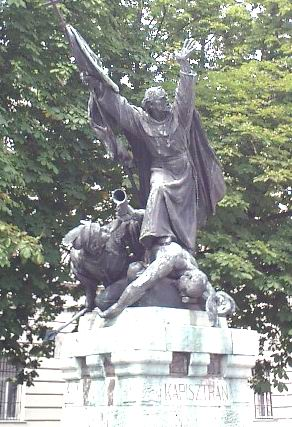
Kapisztrán Szent János szobra a Budai Várban (Damkó József alkotása)

Lemondását követően papi tevékenységet folytatott, pasztorációs úton kétszer járt Amerikában, egyszer a Szentföldön. Két püspöki kinevezést utasított vissza, mert nem látta kinevezésének értelmét. Könyveket írt, és társadalmi megmozdulásokon tartott beszédeket. Zadraveczet a kolostorban többször felkereste a kormányzó, kikérve véleményét a politikai helyzetről.
A zsidótörvények ellen többször felszólalt. Zadravecz azt vallotta a faji antiszemitizmus kérdésében, hogy „Krisztus nem csinált különbséget, előtte nincs görög, sem római, sem zsidó, sem keresztény, mert mindenki egyforma, és ő mondotta, hogy szeressük egymást”. A páter két állásfoglalása is megmaradt a második zsidótörvényt követő hónapokból: 1939 júliusában úgy beszélt, hogy a „magyar élet” megélése „Istent imádva, felebarátot szeretve, rang, faj és felekezeti különbség nélkül” történik, és 1939 karácsonyán arról írt, hogy „nincs itt helye a faj- és vérelméletnek”. A páter 1942-ben is kimondta, hogy „az itt lévő zsidók a mi testvéreink, ne bántsuk őket”. A holokauszt alatt felszólította híveit, hogy ne hagyják a zsidókat elcipelni.
A deportálások idején régi barátjának, a szegedi Lőw Immánuel rabbinak megmentésére is kísérletet tett, de mire megérkezett a Lőw szabadon bocsátásáról szóló belügyminiszteri engedély, az idős rabbi szervezetét már annyira igénybe vette a bevagonírozás és a Budapestig tartó út, hogy a kórházban meghalt. 1944 őszén Serédi Jusztinián esztergomi érsek felkérésére Zadravecz – mint felsőházi tag – részt vett Szálasi Ferenc nemzetvezetői eskütételén, s tájékoztatta a prímást a ceremóniáról. Majd a magyar szentföldi (Hűvösvölgy) ferences kolostorba vonult vissza, ahol üldözött zsidók százait rejtegette rendtársaival. Élelmezésükhöz olykor még a nyilasoktól is kaptak segítséget. Zadravecz és a ferences rendtagok példás magatartást tanúsítottak a vészkorszakban, s zsidók ezreit mentették meg a biztos haláltól – rendházaikban bújtatva, ferences csuhába öltöztetve és/vagy keresztlevéllel ellátva őket.

#### A szocializmusban
A háború végén egy szovjet tiszt figyelmeztette, hogy hagyja el az országot, mert az 1919-es moszkovita kommunisták, akik a Vörös Hadsereggel ismét Magyarország földjére léptek, bosszút akarnak állni rajta. Zadravecz azonban maradt, mert semmi olyat nem tett, ami a törvények szerint büntetendő lett volna. 1945-ben azonban beidézték a II. kerületi rendőrkapitányságra, letartóztatták és két év börtönre ítélték. 1947 tavaszán szabadult. 1947 és 1950 között a máriagyűdi ferences kolostorban lakott, 1950-ben a kolostor bezárása után Budapestre, a Lotz Károly utcába, mostohaanyjának házába költözött.
1951-ben kitelepítették, Homrogd és Alsóvadász községekben élt. 1953-tól Pilisszentlászlón és a szomori plébánián tengette napjait betegen, és gyászban, ugyanis édesanyja nem élte túl a kitelepítés brutalitását. 1955-től a zsámbéki plébánián élt. Budapestről kitiltották, ám ő ezt a kitiltást semmibe véve mintegy harminc kispapot szentelt fel titokban, akiket politikai okokból, a békepapok feljelentései alapján távolítottak el a teológiai főiskoláról. Más egyházi szolgálatokat is vállalt, a nyilvánosság kizárásával. A rendőrség itt is folyamatosan zaklatta, házkutatások alkalmával elvitték precízen vezetett följegyzéseit is, amelyek egy részét 1990 után a rend budai kolostorának könyvtára visszakapta.
1965. november 13-án hunyt el Zsámbékon. Kívánsága szerint az esztergomi ferences templom kriptájában helyezték örök nyugalomra. A temetési szertartáson a kommunista rendőrség tiltása ellenére sokan megjelentek. A szertartást Szabó Imre püspök végezte.
1996-ban rehabilitálták, amikor a Budapesti Népbíróság által hozott háborús és népellenes bűntett miatti itéletét  hatályon kívül helyezte a Legfelsőbb Bíróság.

## Művei
- Liturgiai konferenciák az oltáregyesülethez; Juhász Ny., Szeged, 1919
- Páter István, a mi Kapisztránunk a forrdalmi évben. Zadravecz István beszédei; bev. Szilassy César; Juhász Ny., Szeged, 1920
- Kapisztrán – Történet 5 képben (1921)
- Jubileumi beszéde (1921)
- Alverna (1926, Budapest)
- Szentföld (1927, Budapest), I. kötet, II. kötet
- Szerafi szárnyakon. Ima- és elmélkedőkönyv; Méhner, Bp., 1931
- Zarándok a Szentföldön; Szentföld Magyarországi Biztosi Hivatala, Bp., 1933
- Mátraverebély-Szentkút / A kegyhely története (1934)
- Nevéhez fűződik a Damkó József szobrászművész által készített, és a Budai Várban ma is álló Kapisztrán Szent János szobor felállítása.

Beszédei és lelkigyakorlatai kéziratként a Budai Ferences Rendház Könyvtárában találhatók. Rádióbeszédeinek felvételeit azonban a kommunista hatóságok megsemmisítették, csak egyetlen, Szent László királyról tartott beszéde maradt meg a Magyar Rádió archívumában.